# 阿尔多·奥利维耶里
阿尔多·奥利维耶里（義大利語：Aldo Olivieri，1910年10月2日—2001年4月5日），意大利男子足球运动员，场上位置是守门员。他曾代表意大利国家队参加1938年国际足联世界杯，结果获得冠军。